# Костылево (Смоленская область)
Костылево — деревня в Смоленской области России, в Ельнинском районе. По состоянию на (2007 год) постоянного населения не имеет  Расположена в юго-восточной части области в 24 км к юго-западу от города Ельня, в 13 км западнее автодороги Р137 Сафоново — Рославль, на берегу реки Стряница. Входит в состав Малышевского сельского поселения.

## Известные люди
- В 1920 году в деревне родился известный смоленский журналист и краевед Казаков Николай Павлович [2].